# Закавказская комиссия
Закавказская комиссия (Закавказская экспедиция) — научная организация, созданная в Академии наук СССР в 1926 году для системного и комплексного изучения природы Закавказской СФСР в целях прогноза последствий её освоения для хозяйственных нужд. Комиссия была создана при КЕПС / СОПС АН СССР.

## История
В сентябре 1926 года Комиссия по обследованию хлопководческих районов Закавказья, при Совете Труда и Обороны при СНК СССР (СТО СССР) обратилась в АН СССР с просьбой изучить использование в экономике природных ресурсов Закавказья. Признав возможным и желательным взять на себя организацию научных работ АН СССР создала Закавказскую комиссию, наметила работы на 1927 год и организовала Закавказскую экспедицию на средства Комиссии при СТО СССР.
Закавказская комиссия АН СССР в 1927—1933 годах проделала значительную работу по изучению природных богатств Армении, выявила перспективы развития её производительных сил, наметила возможности организации научно-исследовательской работы в республике. Ученые АН СССР способствовали развитию геологических, биологических и других наук в Закавказье, стали инициаторами создания академических учреждений в республиках Закавказья.

## Состав комиссии

Закавказская СФСР

Общее руководство Закавказской комиссией АН СССР осуществлял академик Ф. Ю. Левинсон-Лессинг.
Члены Комиссии:
- Глинка К. Д. (1867—1927) — минералог, почвовед
- Берг Л. С. (1876—1950) — географ
- Вознесенский А. В. (1864—1936) — метеоролог
- Герасимов А. П. (1869—1942) — руководитель закавказского отделения Геолкома/ВГРО
- Гинзберг А. С. (1883—1963) — петрограф, геолог
- Глушков В. Г. (1883—1937) — гидролог
- Кузнецов Н. И. — ботаник
- Куплетский Б. М. (1894—1965) — минералог
- Лебедев П. И. (1885—1948)
- Попов В. И. — гидрометеорология

Б. В. Яснопольский — Секретарь Закавказской комиссии (3 Отдел АН СССР).

## Закавказская экспедиция
Задачи экспедиции
И. М. Губкин, бывший руководителем Совета по изучению производительных сил АН СССР (1930—1936), так определял задачу организованной комиссией экспедиции:

Эти работы должны были дать научную основу для развития водного хозяйства Армении и выяснить вопрос о возможности использовать водные запасы озера Севан для получения гидроэлектрической энергии, не нарушая его рыбного хозяйства и роли озера в ирригации края.
Экспедиции по исследованию бассейна озера Севан (1927—1930):

### 1927 год
В 1927 году в районе озера Севан (его часть — «Малое озеро») работали отряды:
- Занго-Еленовский — Ф. Ю. Левинсон-Лессинг (3 партии: С. С. Кузнецов, А. А. Турцев, Е. Н. Дьяконова-Савельева (В. Ф. Левинсон-Лессинг работал коллектором)
- Северо-Гокчинский — А. С. Гинзберг
- Ахманганский — Б. М. Куплетский
- Почвенный — А. А. Завалишин (К. Д. Глинка — разработал программу), одновременно Галстян Б. Я (Эриваньский университет).
- Ботанический — А. Б. Шелковников (Эриваньский С-Х музей), (Кузнецов Н. И. — разработал программу)
- Ихтиологический — М. И. Тихий

В районе Алагеза — отряд:
- П. И. Лебедев с коллекторами (М. К. Бельштерли, Н. И. Хитаров (1903—1985))

Отряд каменных строительных материалов КЕПС АН СССР (по обследованию каменных строительных материалов Армении):
- Б. В. Залесский.

Восхождение на гору Алагез (современный Арагац, 4900 м.) для выбора места метеостанции:
- В. И. Попов (зав отделом Главной Геофизич. Обсерватории)

### 1928 год
Работы продолжились в 1928 году.
Задачи:
- изучение физико-географических условий бассейна Севана.
- выяснение последствий от понижения уровня вследствие использования вод.
- составление 2 верстовой геологической карты бассейна Севана
- геологическое и петрографическое описание
- гидрогеологическое описание
- составление 2 верстовой почвенной карты и описание побережья и склонов гор окружающих Севан
- составление геоботанической карты и описание побережья и склонов гор окружающих Севан
- заключение о подземном стоке в озеро и его подземном питании
- изыскания и заключение по вопросу о фильтрации из озера
- заключение о происхождении озера, прежнем его уровне и причинах колебаний
- изыскания и заключение по вопросу о прежней облесённости бассейна озера и о возможности искусственного облесения
- каменные строительные материалы и другие полезные ископаемые
- заключение о последствиях от значительного понижения уровня озера путём использованя его запасов (изменения режима грунтовых вод, фильтрации, климата, засоления почв и т. д.)

Работы в контакте с Севанским гидрометеорологическим бюро.
Результаты:
- Установлена последовательность извержений
- Открыты девонские отложения (на Ахманганском хребте)
- Определён тектонический характер озера Севан
- Выделено 2 типа террас озера: высокие — тектонические, и связанные с уровнями озера
- Фильтрации через хребты на севере нет
- С. С. Кузнецов привёл соображения о том, что Севан расположен на территории бывшего обширного дрейсесенсиевого бассейна, покрывавшего значительную часть Армянского плоскогорья к концу третичного периода.
- Фильтрация в бассейн Аракса возможна (есть водные источники)

### 1929—1930 годы
Бассейн Озера Севан (Гокча): В 3 т. Т. 2. Вып. 2. [экспедиция 1929 г.] Л.: Изд. АН СССР, Упр. Водн. хоз-ва АрмССР, 1931. 252 с.
Бассейн Озера Севан (Гокча): В 3 т. Т. 3. Вып. 1. [экспедиция 1929—1930 гг.] Л.: Изд. АН СССР, Упр. Водн. хоз-ва АрмССР, 1930. 106 с. тираж 1000.

## Итоги
Практические выводы
- Установлена значительна роль в водном балансе озера Севан грунтового питания. Уменьшение уровня озера Севан не должно отразится на питании грунтовыми водами. Планировалось, что это также благоприятно скажется на осушении приозёрных болот и опреснит озеро за счёт спуска более минерализованной воды и притока пресных грунтовых вод.
- Минимальная минерализация грунтовых вод
- Из озера существует фильтрация только в реку Раздан (бывш. Занга)
- Только андезитобазальты и делювиально-аллювиальные массы являются собирателями-накопителями и хранителями грунтовых вод (трещинноватость, обломочный материал).
- Найдены и обозначены месторождения полезных ископаемых (промышленная значимость не доказана): хромиты, пемзы, диатомиты, кварциты, глины, минеральные воды.

Вклад в науку
Ф. Ю. Левинсон-Лессинг в 1928 году впервые для Закавказья привёл в систему типы вулканических извержений:
1. массовые вулканические излияния, или лавовые поля
2. настоящие Полигенные вулканы с центральным кратером
3. моногенные экструзивные конусы без потоков
4. паразитические шлаковые конусы.

### Критика
В 1927—1930 годах К. Н. Паффенгольц, начавший работу в Закавказском отделении Геологического комитета под руководством А. П. Герасимова, проводил геологическую съёмку (для одновёрстной геологической карты) побережий озера по заданию Геологического комитета. Его выводы о геологическом строении региона, происхождении озера и возрасте лав разошлись с мнением геологов Закавказской комиссии. Он писал:

- Моя геологическая карта существенно отличается от академической, равно как и многие выводы, вытекающие из её анализа.
- По картам академической экспедиции невозможно сделать по ним какое-либо заключение в стратиграфии и тектонике региона.
- Четвертичные лавы не расчленены и кроме того во многих пунктах показаны совместно с олигоценовыми андезитами. Поэтому невозможно сделать адекватные заявления относительно водного баланса региона.
- Липариты олигоцена указаны для четвертичных образований.
- На карте не прослеживаются тектонические линии, которые указаны в самой статье. Вывод о тектоническом и реликтовом происхождении озерного бассейна недостаточно обоснован.

В 1930 году была написана Критическая заметка по поводу статьи С. С. Кузнецова «Нумулиты темных известняков северо-восточного побережья озера Гокча».
В 1937 году в Путеводителе экскурсии по Кавказу (к 17 сессии МГК), написанной в основном К. Н. Паффенгольцем, отдельно было добавлено мнение Закавказской комиссии, с таким комментарием редактора: 

В виду того, что члены работавшей в бассейне оз. Севан под руководством акад. Ф. Ю. Левинсон-Лессинга Закавказской экспедиции Академии наук СССР пришли к существенно иным представлениям о геологическом строении района и происхождении и возрасте различных лавовых излияний, то в путеводителе помещены особые очерки, в которых излагаются точки зрения участников Академической экспедиции.
В 1976 году К. Г. Ширинян посчитал «главной ошибкой Ф. Ю. Левинсона-Лессинга» представление о паразитических шлаковых конусов, которые автор в своей систематике считал первичными и моногенными вулканическими образованиями.

## Значение комиссии
Закавказская комиссия наметила возможности организации научно-исследовательской работы в Закавказских республиках. Ученые способствовали развитию на Кавказе естественных и общественных наук. Академия наук СССР выступила инициатором создания академических учреждений в республиках Закавказья. Закавказский филиал АН СССР, образованный в 1933 году во главе с академиком Н. Я. Марром, способствовал развитию науки и подготовил создание самостоятельных филиалов АН СССР в каждой из республик Закавказья в 1935 году.

Необходимость организации научных учреждений в отдаленных от центра, в «глухих» ранее районах СССР стала очевидной уже после Июльского пленума ЦК ВКП(б) 1928 года, который в своих решениях о подготовке технических кадров отметил, что для осуществления задачи «нагнать, а затем и превзойти уровень индустриального развития передовых капиталистических стран… необходима теснейшая связь науки, техники и производства, необходимо решительное приближение научной работы к разрешению задач, стоящих перед промышленностью, транспортом и сельским хозяйством, и их обеспечение достаточными кадрами соответственно подготовленных технических сил». Приблизить науку к решению задач развития производительных сил отдельных республик и областей нашей страны можно было лишь путем организации научных учреждений на территории данных республик и областей, путем подготовки научных кадров из местного населения. Такая установка в полной мере отвечала и политике партии в национальном вопросе.

Так историческая необходимость породила идею создания в отдаленных от центра районах нашей необъятной Родины отделений Академии Наук СССР.
25 ноября 1932 года Совет народных комиссаров ЗСФСР одобрил постановление Президиума АН СССР от 16 июля 1932 года о преобразовании Института кавказоведения АН СССР в Закавказский филиал АН СССР.
25 ноября 1932 года состоялось решение СНК ЗСФСР о создании Закавказского филиала АН СССР с двумя отделениями — естественных и общественных наук. В 1933 году был создан Закавказский филиал с отделениями в Армении и Азербайджане.
В 1935 году Закавказский филиал был преобразован и разделился на Азербайджанский, Армянский и Грузинский.
К концу 1941 года в Армянском филиале научные и научно-технические работники местной национальности составляли 85 %, в Азербайджанском — 45 %.

## История изучения бассейна озера Севан

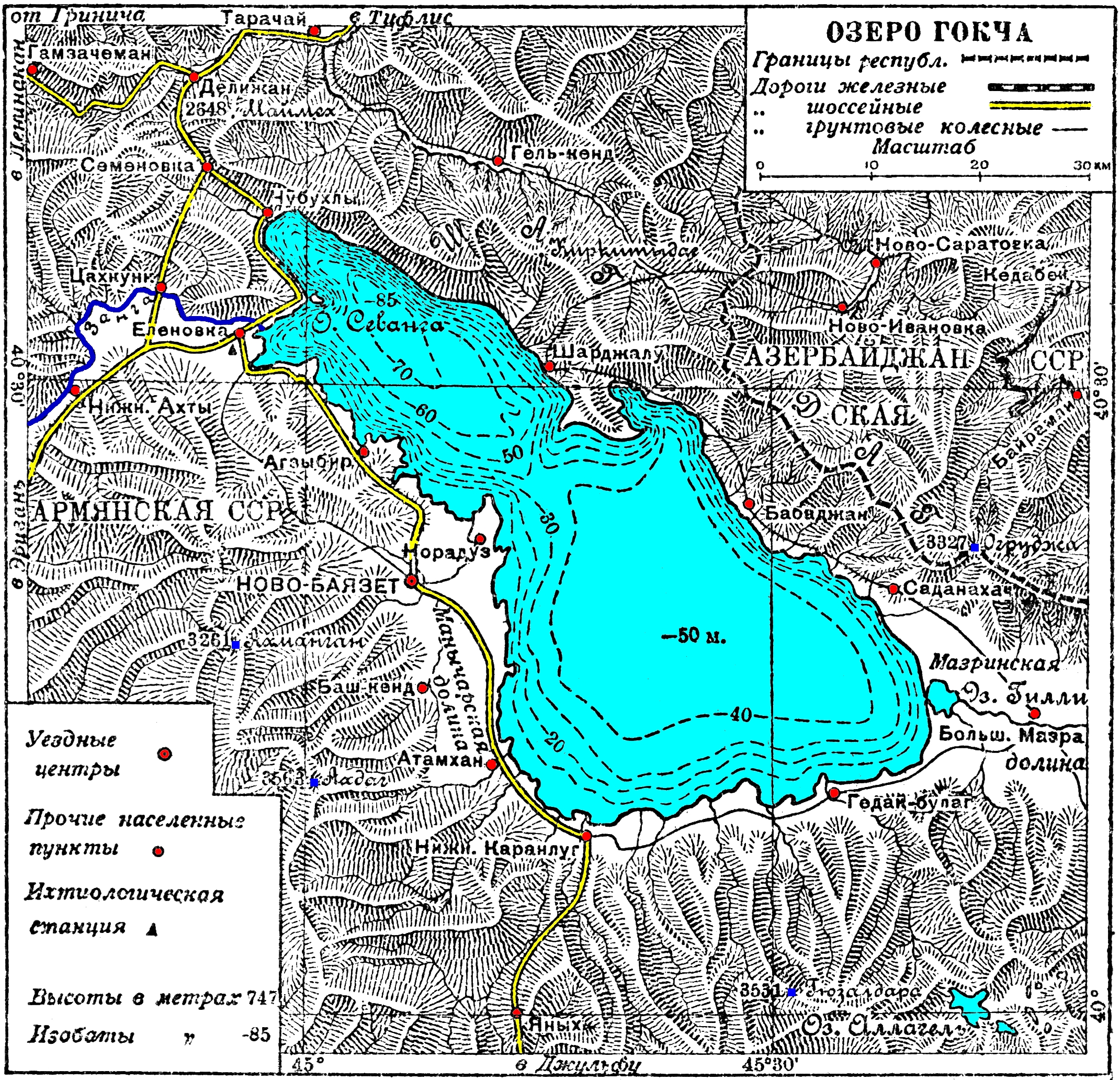
Карта Озера Севан, 1930 г.

В 1828 году горные инженеры Кун и Бароцци-де-Эльс совершили геологическую экскурсию и сделали описание района озера Севан
Г. В. Абих начал геологическое изучение этого района (1846, 1864). В 1843 году он разработал план работ, собрал сведения о Кавказе, сделал об этом в доклад в Дерптском университете. Обобщающий труд Г. В. Абиха по геологии Кавказа (перевод названия: «Основы сравнительной геологии Кавказских, Армянских и Северо-Персидских гор как начало геологии стран Кавказа») был издан в 1859 году. Изучение трахитов (1869). И обобщение
Экскурсии во время проведения Международного геологического конгресса:
- 1897 — 7 сессия — нет экскурсии в этот район (Эльбрус, Военно-грузинская дорога, Грузия, Азербайджан).
- 1937 — 17 сессия — 4 экскурсии:

1. От Дилижана до Еленовки — Паффенгольц К. Н.[26]
2. От Чубухлы до Еленовки — Турцев А. А.[27]
3. От Еленовки до Селимского пер. — Паффенгольц К. Н.[28]
4. От Еленовки до Нор-Баязета — Кузнецов С. С.[29]

В 1959 году к вулканологическому совещанию было подготовлено обобщение по вулканогенным породам региона.